# Mathare
Als Mathare werden eine Reihe von Slums in Nairobi, Kenia, bezeichnet, in denen schätzungsweise eine halbe Million Menschen leben. Das Gebiet liegt fünf Kilometer nordöstlich vom Stadtzentrum.

Die größten Slums von Nairobi

Lageplan von Nairobi mit Stadtteilen

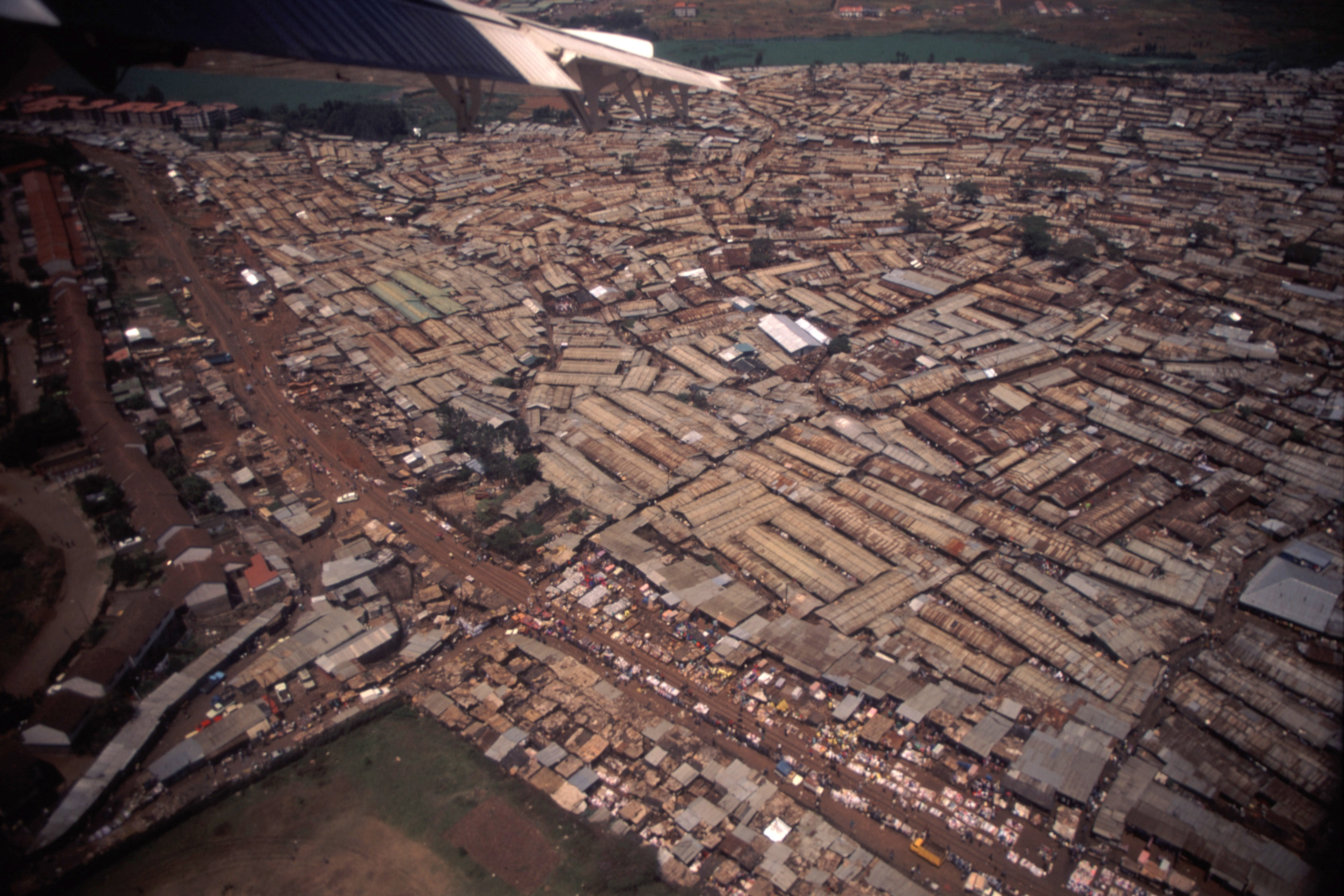
Luftaufnahme Mathare

## Beschreibung
In dem Elendsviertel Mathare herrschen äußerst schlechte Lebensbedingungen, mehr als die Hälfte der Einwohner war 2006 unter 20 Jahre alt. Neben der hohen Säuglingssterblichkeit ist das Risiko der Mütter, an den Folgen einer Geburt zu sterben, sehr hoch. Obwohl in Kenia seit 2003 der Unterricht in Primärschulen kostenlos ist, ist die Rate von Analphabeten unter den Bewohnern von Mathare Valley ungewöhnlich hoch. Die Kinder müssen meist zum Lebensunterhalt der Familie etwa durch das Sammeln und den Verkauf von Müll beitragen, oder sie sind AIDS-Waisen und müssen sich um jüngere Geschwistern kümmern.
Das Kern-Slum befindet sich im Mathare Valley, einem Tal von ca. 300 Metern Breite und zwei Kilometern Länge. In diesem Bereich leben ca. 180.000 Menschen in dicht an dicht gebauten fensterlosen Hütten. Die Hütten (oder besser Verschläge) bestehen aus Wellblech oder Holz und messen durchschnittlich zwei mal zwei Meter, in ihnen leben meist um die zehn Menschen. Im Slum gibt es keine befestigten Straßen und keine Infrastruktur, d. h. keine Wasser- oder Stromleitungen und kein Abwasser. Während der Regenzeit versinken die Behausungen in Dreck und Schlamm. Von den Fluten werden oftmals nicht nur die Behausungen weggerissen, sondern auch Bewohner und vor allem Kinder. Die Gefahr des Ausbruchs von Seuchen ist während dieser Zeit hoch.
Am äußersten Rand des Slums leben die Ärmsten der Armen mit Behausungen aus Pappkartons. Die Bewohner Mathares führen somit ein Leben unter schwierigsten Umständen. Das liest sich auch aus den folgenden statistischen Aussagen: Die häufigsten Todesursachen sind AIDS und Mord. Es gibt fast keine erwachsenen Männer. Der Hauptursache für die Entstehung dieses Slums und seiner hohen Bevölkerungsdichte ist Landflucht. In den vergangenen Jahren sind die Ursachen aber auch zusehends in den Folgen der Globalisierung zu sehen.
Durch das Tal, in dem Mathare liegt, führt der Mathare River, einer der vielen Nebenflüsse des Nairobi River. An dem Fluss, der stets Fäkalien mit sich führt, befinden sich primitive Schnapsbrennereien, die ein gesundheitsgefährdendes Getränk (Chang'aa) vertreiben. Chang'aa, auch „kumi kumi“ genannt (kumi = zehn), wird aus Mais oder Hirse gebrannt und besteht neben trinkbarem Ethanol mit bis zu 80 % aus Methanol, von seinem Konsum kann man erblinden und sterben. Die Zahl von Erblindungen durch den Konsum des aus Methanol gebrannten Schnapses ist sehr hoch.

## Kriminalität
In Mathare Valley herrscht eine hohe Kriminalität, das Gebiet wird von Banden beherrscht (ähnlich wie in den südamerikanischen Favelas). Diese Gangs fordern von den Mitbewohnern nicht nur regelmäßig Schutzgeld, sondern auch Miete für die Slum-Behausungen. Selbst für die Benutzung der wenigen vorhandenen Toiletten geht eine „Gebühr“ an kriminelle Gangs. Im November 2006 kam es zu Zerstörungen in Mathare durch Bandenkämpfe zwischen den beiden verbotenen Gruppen der Mungiki und der Taliban (nicht zu verwechseln mit den islamistischen Taliban). Illegale Schnapsbrenner riefen die Taliban zu Hilfe, als die Mungiki die von ihnen geforderte „Steuer“ für Changaa erhöhen wollte. Bei den Kämpfen zwischen den beiden rivalisierenden Gruppen wurden Hunderte von Häusern niedergebrannt und mindestens zehn Menschen kamen ums Leben. Am 5. Juni 2007 ermordeten Mitglieder der Mungiki-Gang zwei Polizisten. Noch in der gleichen Nacht kamen bei einem Polizeieinsatz 22 Menschen ums Leben, etwa 100 Personen wurden inhaftiert.
In der kenianischen Presse wurden die Mungiki (übersetzt: „ein Volk“) auch schon die „Cosa Nostra Kenias“ genannt.

## Soziale Projekte
Im Mathare Valley engagieren sich seit vielen Jahren ausländische Hilfsprojekte und Hilfsorganisationen. 1970 wurde unter der Schirmherrschaft des NCCK (National Council of Churches of Kenya) von Angela Mai ein kooperativ organisierter Betrieb initiiert, in dem ausgesuchte bedürftige Personen unter Anleitung eines Entwicklungshelfers handwerkliche Fertigkeiten für die Herstellung hochwertigen Unterrichtsmaterials und erzieherisch wertvollen Spielzeugs in verschiedenen Arbeitstechniken erlernten („Furaha Toys“). Das Projekt trug sich aus Spenden sowie aus dem Verkauf der gefertigten Produkte (überwiegend Holzspielzeug). Kirchen aller Konfessionen versuchen außerdem seit Jahrzehnten das Los der Frauen und ihrer Kinder im Mathare Valley mit diversen Hilfsprojekten zu lindern. Eine kontinuierliche Arbeit ist wegen der Bandenkriminalität sehr schwierig. Dennoch stehen zahlreiche evangelikale Gruppen mit ihren oftmals von Missionierungsaktivitäten begleiteten Hilfsprojekten dort in Konkurrenz.
Das Projekt „Maji Mazuri“ (deutsch: sauberes Wasser) wurde von der Kenianerin Wanjiku Kironyo 1987 ins Leben gerufen und hat seither einen bedeutenden Beitrag zur Verbesserung der Lebensbedingungen geleistet. Inzwischen gibt es mehrere Schulen, in denen die Kinder regelmäßige Mahlzeiten erhalten, ein Waisenhaus für behinderte Kinder und zahlreiche Schulungs- und Trainingsprogramme für Jugendliche. Außerdem können Frauen Kleinkredite erhalten, um den Sprung in die Selbständigkeit zu wagen und einen Weg aus der Armut zu finden. Die Jugendgruppe von „Maji Mazuri“ hat im März 2007 am äußersten Rand von Mathare Valley ein Internetcafé eröffnet, das sich selbst tragen soll.
Die Organisation German Doctors (ehem. „Ärzte für die Dritte Welt“) betreibt seit 1997 mitten im Mathare Valley eine Ambulanz, in der täglich bis zu 400 Patienten kostenlos behandelt werden. Schätzungen gehen davon aus, dass zwei Drittel aller erwachsenen Bewohner HIV-positiv sind. Daher ist der Anteil dieser Patienten auch bei der ambulanten ärztlichen Versorgung sehr hoch. Daneben werden täglich bis zu 600 Patienten und elternlose Kinder mit einer warmen Mahlzeit versorgt. Unterstützt werden sie dabei von Dolmetschern, Laborassistenten, Krankenschwestern, die selbst vor Ort ein Sozialzentrum betreiben. Der medizinische Stützpunkt trägt den Namen „Baraka“, ein Swahili-Wort, das „Segen“ bedeutet.
Seit 2001 existiert das Projekt „PROSYR“ der Deutschen Gesellschaft für Technische Zusammenarbeit (GTZ) mit verschiedenen Maßnahmen zur Verbesserung der Lebenssituation der Kinder. Die GTZ arbeitet hier mit der kenianischen Regierung zusammen sowie mit örtlichen Initiativen, deren Kompetenzen gestärkt werden sollen. Gleichzeitig bemüht man sich um die Vernetzung von Hilfs- und Bürgerprojekten.
Größere Aufmerksamkeit im In- und Ausland erhielt die 1987 von Bob Munro in Mathare gegründete Mathare Youth Sports Association (MYSA), ein Sozialprojekt, das versucht, den Jugendlichen durch Fußball eine Perspektive zu geben und sie zugleich zu gemeinnützigem Engagement in ihrem Umfeld zu ermutigen. Dazu gehören unter anderem Aufräumarbeiten zur Verbesserung der hygienischen Bedingungen im Slum. Aus der MYSA ist das in Mathare beheimatete Profiteam der ersten Kenianischen Fußballliga, Mathare United, hervorgegangen.
2008 wurde von der Universität Trier, Fachbereich VI, in Kooperation mit MYSA, CARE International und Deutschen Botschaft Nairobi das Projekt „The Role of Sports in Community Empowerment and Development“ erfolgreich durchgeführt. Ziel des Projektes war es, die universelle Sprache Sport als ein Instrument der Entwicklungszusammenarbeit zu nutzen und dabei vor allem Jugendliche der Slumbevölkerung aus Mathare zu integrieren. Realisiert wurde das Projekt durch 7 Arbeitsfelder (1. Sports and Peace – Post Election Violence, 2. Sports and the Vision of Governance by Youth, 3. Sports and its Role in Fighting Crime, 4. Sports and Health, 5. Sports and  Environment, 6. Sports and School, 7. Sports and Girls Integration).
2004 begann der kenianische Künstler Jacob Ezigbo, der selbst aus Mathare stammt, mit seinem Sozialprojekt Watoto Wa Kwetu (Swahili, auf Deutsch: „Kinder aus der Nachbarschaft“). In den kreativen Kursen werden den Slumkindern ihre Einzigartigkeit und ihre künstlerischen Fähigkeiten bewusst. Seit 2. September 2009 unterstützt der österreichische Verein SlumKinderKunst dieses Kunstprojekt. Die Kinder bekommen auch die Möglichkeit, das, was sie in den Kunstkursen an Zeichnen, Schreiben, Videofilmen und Tanzen gelernt haben, in Nairobi auf Ausstellungen und bei Festen zu präsentieren.
In Mathare wurde ein Fotoprojekt („Shootback: Photos by Kids from the Nairobi Slums“) und ein Videoprojekt („Shoot Back!“) durchgeführt (siehe Literatur/Weblinks). In beiden Projekten bekamen Bewohner des Slums Foto- bzw. Videokameras zur Verfügung gestellt und wurden aufgefordert ihr Leben selbst zu dokumentieren. Aus dem Fotoprojekt entstand die „Mwelu Foundation“, gegründet von Julius Mwelu, der selbst im Mathare Valley aufgewachsen ist (siehe Weblinks).